# Цинхуандао
Цинхаундао е град в провинция Хъбей, Североизточен Китай. Административният метрополен район, който включва и града, е с население от 2 987 605 жители, а в градската част има 820 800 жители (2010 г.). Общата площ на административния метрополен район е 7467 кв. км, а градската част е с площ от 383 кв. км. Намира се в часова зона UTC+8. МПС кодът е 冀C. Средната годишна температура е около 11 градуса.